# On the Cover II
On the Cover II es el noveno álbum de estudio del grupo estadounidense de punk rock MxPx. Fue lanzado el 24 de marzo de 2009 por Tooth & Nail Records y es su segundo álbum de versiones, secuela del EP On the Cover publicado en 1995.

## Antecedentes y lanzamiento
El álbum es una secuela del EP On the Cover (1995) y presenta versiones de varias canciones de la década de 1980. Craig Owens de Chiodos aparece en la versión de «Fallen Angel» de Poison, Ethan Luck de Relient K aparece en la versión de «Somebody to Love» de Queen, al igual que Bryce Avary de The Rocket Summer, quien interpreta en voz y los teclados. Emily Whitehurst de Tsunami Bomb y de The Action Design aparece en la cover de «Heaven Is a Place on Earth» de Belinda Carlisle. Matt Hensley de Flogging Molly aparece en la versión de «Punk Rock Girl» de The Dead Milkmen.
En diciembre de 2008, la banda dijo que el álbum se lanzaría en marzo de 2009. El arte del álbum se publicó en línea el 5 de enero de 2009. El 8 de febrero de 2009, se publicó una mezcla de versiones del álbum en el perfil de Myspace del grupo. A partir del 9 de febrero de 2009, se anunciaron los artistas destacados que colaborarían, uno por día, en el sitio web de Alternative Press.
Originalmente se planeó lanzar On the Cover II el 10 de marzo, hasta que finalmente se lanzó el 24 de marzo. En mayo de 2009, la banda tocó dos shows en China con SKO y Secret 7 Line.

## Lista de canciones
| CD    |                                                                                           |                  |          |  |
| N.º   | Título                                                                                    | Artista original | Duración |  |
| 1.    | «Punk Rock Girl» (feat. Matt Hensley de Flogging Molly)                                   | The Dead Milkmen | 2:36     |  |
| 2.    | «I Will Follow»                                                                           | U2               | 3:04     |  |
| 3.    | «Suburban Home»                                                                           | Descendents      | 1:45     |  |
| 4.    | «I'm Gonna Be (500 Miles)» (interludio de «Surrender» de Cheap Trick)                     | The Proclaimers  | 4:12     |  |
| 5.    | «My Brain Is Hanging Upside Down (Bonzo Goes To Bitburg)»                                 | Ramones          | 3:12     |  |
| 6.    | «Vacation»                                                                                | The Go-Go's      | 2:39     |  |
| 7.    | «Heaven Is a Place on Earth» (feat. Emily Whitehurst de Tsunami Bomb y The Action Design) | Belinda Carlisle | 2:34     |  |
| 8.    | «Kids in America»                                                                         | Kim Wilde        | 3:05     |  |
| 9.    | «Fallen Angel» (feat. Craig Owens de Chiodos y Stephen Egerton de Descendents)            | Poison           | 2:55     |  |
| 10.   | «Should I Stay or Should I Go»                                                            | The Clash        | 2:43     |  |
| 11.   | «Linda Linda»                                                                             | The Blue Hearts  | 3:05     |  |
| 12.   | «Somebody to Love» (feat. Ethan Luck de Relient K y Bryce Avary de The Rocket Summer)     | Queen            | 3:30     |  |
| 34:10 |                                                                                           |                  |          |  |

| Japanese Bonus Track |                                  |                  |          |  |
| N.º                  | Título                           | Artista original | Duración |  |
| 13.                  | «Linda Linda» (japanese version) | The Blue Hearts  | 3:05     |  |
| 37:15                |                                  |                  |          |  |

| iTunes Bonus Track |                           |                  |          |  |
| N.º                | Título                    | Artista original | Duración |  |
| 14.                | «Major Tom (Coming Home)» | Peter Schilling  | 3:35     |  |
| 40:50              |                           |                  |          |  |

## Créditos
MxPx
- Mike Herrera – bajo, voz
- Tom Wisniewski – guitarra, voz, coros
- Yuri Ruley – batería, percusión, coros

Músicos invitados
- Ethan Luck de Relient K y Demon Hunter – solo de guitarra (track 12)
- Bryce Avary de The Rocket Summer – voces, teclados (track 12)
- Matt Hensley de Flogging Molly – acordeón (track 1)
- Agent M de Tsunami Bomb y The Action Design – voces (track 7)
- Craig Owens de D.R.U.G.S. – voces (track 9)
- Stephen Egerton de Descendents – solo de guitarra (track 9)

## Historial de lanzamiento
| País   | Fecha               | Formato | Sello                |
| ------ | ------------------- | ------- | -------------------- |
| Varios | 24 de marzo de 2009 | CD      | Tooth & Nail Records |